# Berenike II.

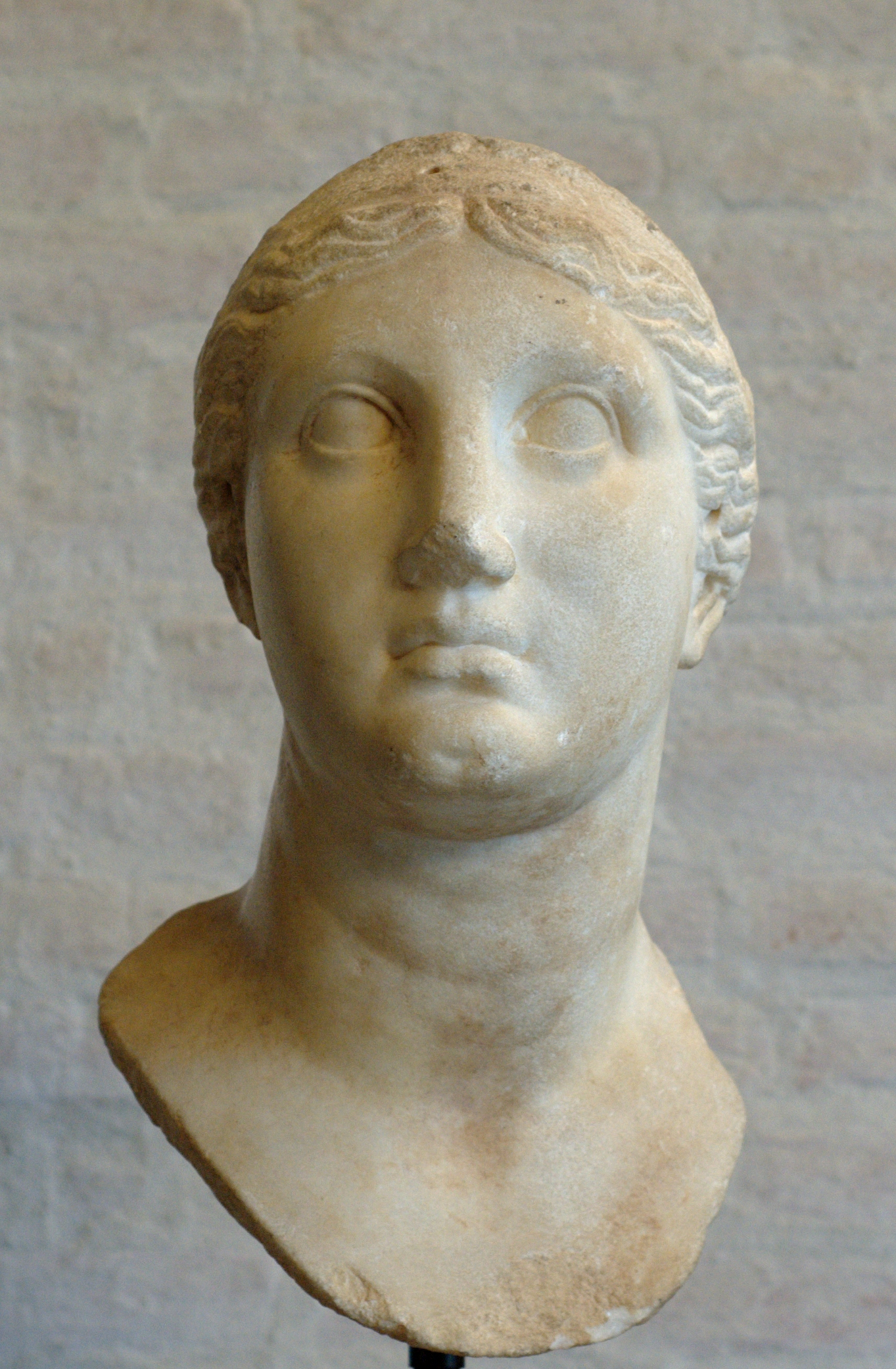
Bildnis der Königin Berenike II., Münchner Glyptothek

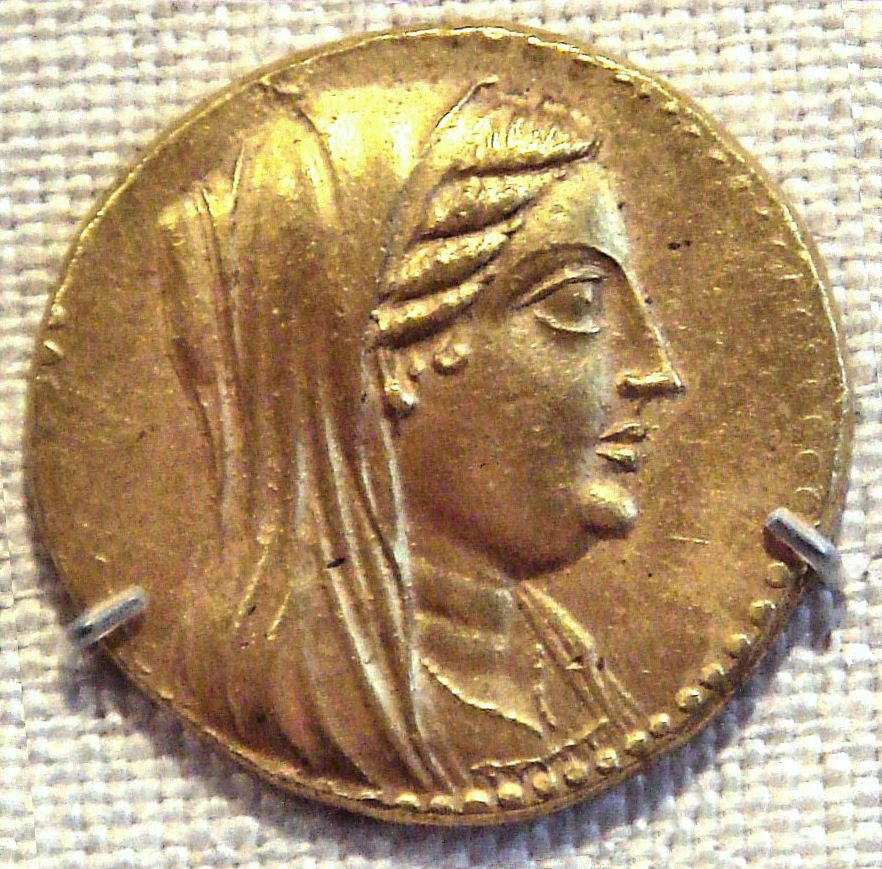
Berenike II. auf einer Münze Ptolemaios III.

Königin Berenike II. (altgriechisch Βερενίκη Bereníkē; * um 267/66 v. Chr.; † 221 v. Chr.) war die einzige Tochter von König Magas von Kyrene (und damit die Enkelin von Berenike I. aus deren erster Ehe) und der Seleukiden-Prinzessin Apama. Sie war die Ehefrau und Mitregentin von Ptolemaios III. Euergetes, dem dritten König von Ägypten aus der Dynastie der Ptolemäer. Die Hochzeit fand im Jahr seines Regierungsantritts (246 v. Chr.) statt.

## Leben

### Frühes Leben
Als sich Berenikes Vater Magas kurz vor seinem um 250 v. Chr. erfolgten Tod mit seinem Halbbruder, dem ägyptischen König Ptolemaios II. Philadelphos aussöhnte, verlobte er sie zur Bekräftigung der Übereinkunft mit dessen Sohn und präsumtiven Thronfolger Ptolemaios (III.). Nach der Darstellung des antiken Historikers Iustinus wollte aber ihre Mutter Apama die Wiedervereinigung Kyrenes mit Ägypten verhindern und rief bald nach Magas’ Ableben – in Ermangelung geeigneter seleukidischer Heiratskandidaten – Demetrios den Schönen, einen Bruder des Makedonenkönigs Antigonos II. Gonatas, herbei, um ihn mit Berenike zu vermählen. Demetrios folgte dem Angebot, habe aber auch eine Liaison mit Apama begonnen. Daraufhin sei die trotz ihrer Jugend sehr tatkräftige Berenike an die Spitze einer Aufstandsbewegung getreten und habe Demetrios um 249/48 v. Chr. im Schlafzimmer ihrer Mutter ermorden lassen, Apama selbst jedoch am Leben gelassen.
Nun hatte wieder der ägyptische Prinz gemäß der Bestimmung des Magas die Anwartschaft auf Berenikes Hand. Nach Meinung des Ägyptologen Günther Hölbl konnte Berenike aber nicht sogleich nach Demetrios’ Tötung die Herrschaft in Kyrene antreten. Unter Verweis auf kurze Andeutungen der antiken Historiker Polybios und Plutarch vertritt Hölbl den Standpunkt, dass zwei arkadische Rechtsreformer, Ekdemos von Megalopolis und Demophanes, auf Einladung republikanisch gesinnter Kyrenäer die Regierung in Kyrene übernommen und dort eine gerechte Ordnung errichtet sowie die Unabhängigkeit Kyrenes bewahrt hätten. Nähere Einzelheiten über diese Episode gehen aus den Quellen nicht hervor. Der ptolemäische Staat habe wohl kurz vor dem Tod Ptolemaios’ II. 246 v. Chr. dem Regime des Ekdemos und Demophanes ein Ende gemacht und die Herrschaft in Kyrene übernommen.
Der Althistoriker Lloyd Llewellyn-Jones nimmt hingegen an, dass Ptolemaios (III.) unmittelbar nach Demetrios’ Beseitigung nach Kyrene gekommen sei, um dieses Land in ein ägyptisches Protektorat umzuwandeln, und dort fast fünf Jahre lang bis zum bevorstehenden Tod seines Vaters gelebt habe. In dieser Zeit habe Berenike in Kyrene Münzen mit der Inschrift „Königin Berenike und König Ptolemaios“ schlagen lassen. Jedenfalls fand die dynastische Heirat von Ptolemaios III. und Berenike wohl Anfang 246 v. Chr., kurz vor oder bei Ptolemaios’ Herrschaftsantritt in Ägypten, statt, wobei Berenike ihre Rechte auf Kyrene in die lagidische Dynastie einbrachte.

### Die Erzählung von Berenikes Haar
Als Ptolemaios III. kurz nach seinem Regierungsantritt im Herbst 246 v. Chr. gegen die Seleukiden in den sogenannten Laodike-Krieg zog (Dritter Syrischer Krieg 246–241 v. Chr.), blieb Berenike II. in Ägypten zurück. Ob sie während der Abwesenheit ihres Gatten als seine offizielle Stellvertreterin mit eigenem Münzrecht agierte, ist ungewiss.
Berenike gelobte beim Wegzug ihres Gatten in den Laodike-Krieg, eine Locke ihres Haares den Göttern zu weihen, wenn Ptolemaios III. wieder wohlbehalten zurückkomme. Nachdem der ägyptische König dann in der Tat gesund heimgekehrt war, erfüllte sie ihr Gelübde und ließ ihr Haarbüschel im Arsinoë-Tempel ihrer Schwiegermutter unterbringen, der am Kap Zephyrion eine Kultstätte errichtet worden war. Die Locke verschwand am nächsten Tag auf unbekannte Weise, doch der Hofastronom Konon von Samos erklärte, sie sei von den Göttern unter die Sterne versetzt worden, wo man sie als neue Sterngruppe sehen könne. Diesem Asterismus wurde der bis heute gängige Name Coma Berenices oder Haar der Berenike gegeben (allerdings machte ihn erst Tycho Brahe zu einem eigenständigen Sternbild). Kallimachos pries die Verstirnung des Haares der Königin in dem Gedicht Locke der Berenike, das er wohl im Herbst 245 v. Chr. verfasste und das den Abschluss des vierten Buches seines Werks Aítia bildete. Von dieser Elegie sind im Original lediglich einige Zeilen erhalten (Fragment 110), Catulls Übersetzung ins Lateinische jedoch vollständig. Auch Hyginus  erwähnte die Geschichte in ausgeschmückter Form.
Mit ihrer Aktion stand Berenike zwar in griechischer Tradition, nahm sich aber dabei aus ägyptischer Perspektive die Göttin Isis zum Vorbild, die gemäß einer von Plutarch erzählten Sage aus Kummer um Osiris diesem ihrem Gatten eine Locke in Koptos geweiht hatte. Das Haarbüschel der Isis galt als Zeichen der Wiedergeburt. Nach dem Abschluss des Laodike-Kriegs wurde Berenikes Haupt auf Siegeln griechischen Stils mit abgeschnittenem Haar und Fruchtbarkeitsattributen der Demeter-Isis dargestellt.
In dynastischer Fiktion galt Berenike gleich nach ihrer Heirat mit Ptolemaios III. ebenso wie dieser als Tochter des Ptolemaios II. und der Arsinoë II., der „Geschwister-Götter“ (griechisch Theoí Adelphoí). Indem sie dieses von Ptolemaios II. geschaffene Mutter-Tochter-Verhältnis befürwortete und einem bedeutenden Tempel der Arsinoë II. ihre Ehrerbietung zeigte, knüpfte Berenike in der problematischen Lage des Jahres 246/45 v. Chr. eng an ihre dynastische Vorgängerin Arsinoë II. an. Damit wollte sie die Legitimität ihrer Stellung hervorheben, und ferner wurde sie durch die Verstirnung ihres Haars schon 245 v. Chr. in göttliche Sphären gerückt. In offiziellen Aktenstücken erschien sie gemäß dem konstruierten Verwandtschaftsverhältnis als adelphé (Schwester) und gyné (Gattin) des Königs.

### Rolle Berenikes als Königin; Nachkommen
Die erhaltenen Nachrichten über Berenike II. als ägyptische Königin sind spärlich. Laut Athenaios habe die Salbenindustrie aufgrund von Berenikes Interesse zu ihrer Zeit in Alexandria und Kyrene geblüht. Welchen politischen Einfluss sie ausübte, ist nicht bekannt. Immerhin war sie die erste ptolemäische Königin, die bereits zu Lebzeiten mit der aus dem Horus- und Geburtsnamen bestehenden ägyptischen Königstitulatur tituliert wird. Ferner steht sie in Tempelreliefs gleichberechtigt neben ihrem Gatten, verehrt dabei an seiner Seite die Götter und erscheint sogar in der Darstellung der Herrschaftsverleihung durch den Gott Thot neben Ptolemaios III. In Datierungen diverser demotischer Urkunden wird sie als „Pharaonin Berenike“ bezeichnet.
Berenikes Reichprägungen gehören zu den besten hellenistischen Münzporträts. Auf der Vorderseite eines Goldoktadrachmons, der kurz nach dem Herrschaftsantritt Ptolemaios’ III. geprägt wurde, erscheint eine Büste ihres sehr individuelle Gesichtszüge aufweisenden Kopfes mit Schleier und Diadem. Auf der Rückseite derselben Münze, die das Füllhorn mit umgebundenem Königsdiadem zeigt, ist sie als „Königin Berenike“ tituliert.
Es wird angenommen, dass alle sechs in der Exedra von Thermos aufgeführten Königskinder des Ptolemaios III. von Berenike stammen. Zu ihren Kindern gehörte jedenfalls Ptolemaios IV., der nach dem Tod seines Vaters den Thron bestieg und kurz nach Regierungsantritt seine eigene Schwester Arsinoë III. heiratete. Polybios bestätigt auch ausdrücklich, dass Berenike die Mutter des Ptolemaios IV., der Arsinoë III. sowie eines zweiten Sohns namens Magas war. Eine weitere Tochter von ihr, die ebenfalls Berenike hieß, verstarb bereits frühzeitig im Februar 238 v. Chr. Eine zu diesem Zeitpunkt stattfindende Synode ägyptischer Priester legte im Kanopus-Dekret fest, dass die Prinzessin aufwendig bestattet und ein eigener Kult für sie eingerichtet werden sollte. Den Frauen der benötigten Priester wurde als Unterhalt ein Brot zugeteilt, das man mit einem bestimmten Stempel versah und als „Berenike-Brot“ bezeichnete.

### Kultische Verehrung
Berenike II. und Ptolemaios III. wurden bereits zu Lebzeiten ab 243/242 v. Chr. als Wohltätergötter (griechisch Theoí Euergétaí) verehrt und der Titel des Alexanderpriesters um den Kulttitel des neuen Götterpaars ergänzt. Der dynastische Kult war von den Ptolemäern einige Jahrzehnte zuvor eingeführt worden. 239/238 v. Chr. fand eine Erweiterung der ägyptischen Kultehren für das Königspaar statt.
Bei der Schaffung neuer Kulte für Ptolemaios III. außerhalb Ägyptens fand Berenike öfters Aufnahme in den Kult ihres Gemahls. Itanos auf Kreta beschloss etwa, dem ägyptischen König und seiner Gattin ein Temenos zu weihen. In Athen, das Ptolemaios III. sehr verbunden war, wurde 224/223 v. Chr. eine neue Phyle Ptolemais gegründet und darin ein Demos Berenikidai genannt.
Berenike wurde auch unabhängig von ihrem Gatten verehrt. Nach dem erfolgreichen Dritten Syrischen Krieg zeigen Siegel ihren Kopf mit abgeschnittenem Haar und den Symbolen der Demeter-Isis (s. o.). Auch in Kallimachos’ Epinikion Sieg der Berenike, das den Anfang des dritten Buchs der Aitia bildete, wird die Königin kultisch in die Nähe der Isis gerückt. Kallimachos schrieb dieses Gedicht  anlässlich eines Gespannsieges Berenikes bei den Nemeischen Spielen (wohl jenen von 245, 243 oder 241 v. Chr.). Die Verehrung einer vergöttlichten Berenike – bei der es sich wohl jedes Mal um Berenike II. handelt – ist aus der Zeit Ptolemaios’ III. in der Oase Fayum nachgewiesen. Einmal trägt sie den Kultnamen Aphrodite, ein anderes Mal Isis, Mutter der Götter. Ferner identifizierte sich Berenike auch mit der Göttin Hathor. Darstellungen der Königin auf Ptolemaios’ III. bedeutendstem freistehendem Bauwerk, dem Euergetes-Tor in Karnak, zeigen sie etwa beim Opfer von Lotos-Girlanden für Chons und Het Heret, Fruchtbarkeitsaspekten von Hathor.
Im Jahre 2010 wurde in Kom al-Dikka in Alexandria ein Tempel, der wahrscheinlich Berenike II. geweiht war, gefunden. Die dort geborgenen 600 bronzenen und kalksteinernen Statuen und Tierfiguren waren teilweise hervorragend erhalten. Viele der dort gefundenen Katzendarstellungen verkörpern die Göttin Bastet.

### Tod; postume Kultgeschichte
Nach dem Tod ihres Ehemanns (222 v. Chr.) erhob Berenike wahrscheinlich Anspruch auf eine Beteiligung an der Herrschaft und dürfte einige Monate mit Ptolemaios IV. regiert haben. Anscheinend präferierte sie indessen ihren jüngeren Sohn Magas und verschaffte ihm eine starke Gefolgschaft bei den Truppen. Magas war bereits 223/222 v. Chr. Generalstatthalter Kleinasiens geworden. Nach den erhaltenen antiken Quellen ließ Ptolemaois IV. aber seine Mutter bald – noch 221 v. Chr. – durch seinen Helfershelfer Sosibios ermorden, weil er fürchtete, dass Magas im Heer durch ihren Einfluss eine zu mächtige Stellung gewinne. Auch Magas und Berenikes Schwager Lysimachos wurden auf Veranlassung Ptolemaios’ IV.  beseitigt.
Die postume Kultgeschichte der Berenike II. – sowohl als „wohltätige Göttin“ als auch als „Isis, Retterin in der Seenot“ – gehört in die Zeit ab Ptolemaios IV. So fand anlässlich der Ptolemäen von 211/210 v. Chr. die Einrichtung eines neuen eponymen Priesteramts von Alexandria statt; eine jährlich wechselnde Athlophore (wohl gleichbedeutend mit „Kampfpreisträgerin“) war nun die Priesterin der vergöttlichten Berenike. Diese Athlophore wurde in der Präambel der Urkunden vor der Kanephore der Arsinoë II. eingefügt, sodass Berenikes nunmehriger Staatskult Vorrang vor jenem Arsinoës II. genoss.

## Sonstiges
Die Städte Berenike am Roten Meer und Berenike in Epirus wurden hingegen schon nach Berenike I., ihrer Großmutter, benannt. Eine weitere Trägerin des Namens, Berenike die Jüngere, war als Schwester des Ptolemaios ihre Schwägerin. Deren Verstoßung durch den Seleukiden Antiochos hatte 246 v. Chr. den eingangs erwähnten Krieg zwischen Ägypten und Kleinasien ausgelöst.
Der Asteroid 653, der im Jahre 1907 entdeckt wurde, ist nach Berenike II. benannt.